# Debutina procera
Debutina procera är en skalbaggsart som beskrevs av Marc Lacroix 1993. Debutina procera ingår i släktet Debutina och familjen Melolonthidae. Inga underarter finns listade i Catalogue of Life.